# Podohydnangium australe
Espèce
Podohydnangium australe est un champignon basidiomycète de la famille des Hydnangiaceae.

## Habitat
Australie sous les Eucalyptus